# Vezia
Vezia é uma comuna da Suíça, no Cantão Tessino, com cerca de 1.770 habitantes. Estende-se por uma área de 1,41 km², de densidade populacional de 1.255 hab/km². Confina com as seguintes comunas: Bioggio, Cadempino, Cureglia, Lugano, Manno, Porza, Savosa.
A língua oficial nesta comuna é o Italiano.